# Chevrolet
Chevrolet (talvolta abbreviato con Chevy) è un'azienda automobilistica statunitense, divisione del gruppo General Motors.

## Storia
L'azienda viene fondata nel Michigan nel 1911 da Louis Chevrolet, pilota svizzero, e da William C. Durant, fondatore della General Motors dalla quale era stato estromesso a causa dei debiti. Chevrolet produsse subito un modello in diretta competizione con la Ford Modello T che venne chiamata Classic Six. Nel 1917 William C. Durant tornò ad assumere il controllo della General Motors, e ad essa incorporò la Chevrolet.
La "Chevy" ha avuto una grande influenza nel mercato automobilistico americano, soprattutto negli anni cinquanta e sessanta. Nel 1963 un'auto su dieci vendute negli Stati Uniti era una Chevrolet.

## Chevrolet in Europa
La Chevrolet Europe è una società con sede a Zurigo che principalmente commercializza automobili con il marchio Chevrolet prodotte dalla GM Daewoo. Fino al 2005, la Chevrolet Europe ha venduto solo alcuni modelli, per la maggior parte derivati da quelli del mercato interno americano e modificati in base alle normative europee. Tra queste vi erano la Alero (che era una Oldsmobile Alero rimarchiata) e la Chevrolet Trans Sport (che era una Chevrolet Venture con il frontale della Pontiac Trans Sport). Tra gli altri modelli venduti dalla Chevrolet Europe vi sono stati la Camaro, la Corsica/Beretta, la Corvette, il Blazer e il successivo Trail Blazer. Nella produzione statunitense è stata disponibile anche la Chevrolet Impala V-8 berlina.
Il marchio Chevrolet viene utilizzato per differenti modelli nel mondo: negli USA per i modelli americani sia di autovetture sia di camion, in Europa per i precedenti modelli della Daewoo e in alcuni paesi dell'America latina per i modelli della Opel e della Suzuki (che facevano sempre parte del gruppo General Motors). Gli stessi modelli Chevrolet ex Daewoo vengono poi venduti in Oceania con il marchio Holden, anch'esso di GM.
A inizio dicembre 2013 la casa madre ha annunciato il ritiro del marchio dal mercato europeo entro il 2016 per ragioni di razionalizzazione dei costi e di sovrapposizione commerciale con gli altri marchi Opel e Vauxhall con la sola eccezione della Russia (salvo poi nel 2016 venderli al gruppo PSA ed uscire dal mercato russo a causa dell'escalation del conflitto russo-ucraino nel 2022).

## Competizioni
Chevrolet gareggia nel WTCC con i modelli Lacetti e Cruze; i modelli delle Impala e delle Monte Carlo sono state utilizzate nelle serie NASCAR come base per le Chevrolet che corrono rispettivamente in Cup Series e in Xfinity Series;(attualmente sono in uso le Camaro). Dal 2012 è presente anche nel campionato Indycar come fornitore dei motori. Il propulsore utilizzato dalla casa americana per il campionato è lo Chevrolet V6 2.200 twin-turbo, sviluppato in collaborazione con Ilmor Engineering. Chevrolet ha anche preso parte a diversi campionati locali di rally in Germania e in Olanda con il Dastion rally team, il modello utilizzato in queste competizioni era la Kalos.

## Modelli di autovettura
- Alero
- Astro
- Avalanche
- Bel Air
- Beretta
- Camaro
- Caprice
- Captiva
- Cavalier
- Celebrity
- Chevelle
- "Chevy" Van
- Citation
- Code 130 R (prototipo)
- Corvette
- Corvette Z06
- Corvette CERV
- Corsica

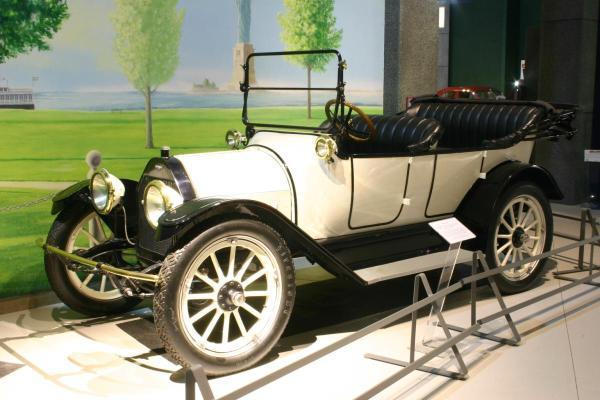
Una Chevrolet del 1914

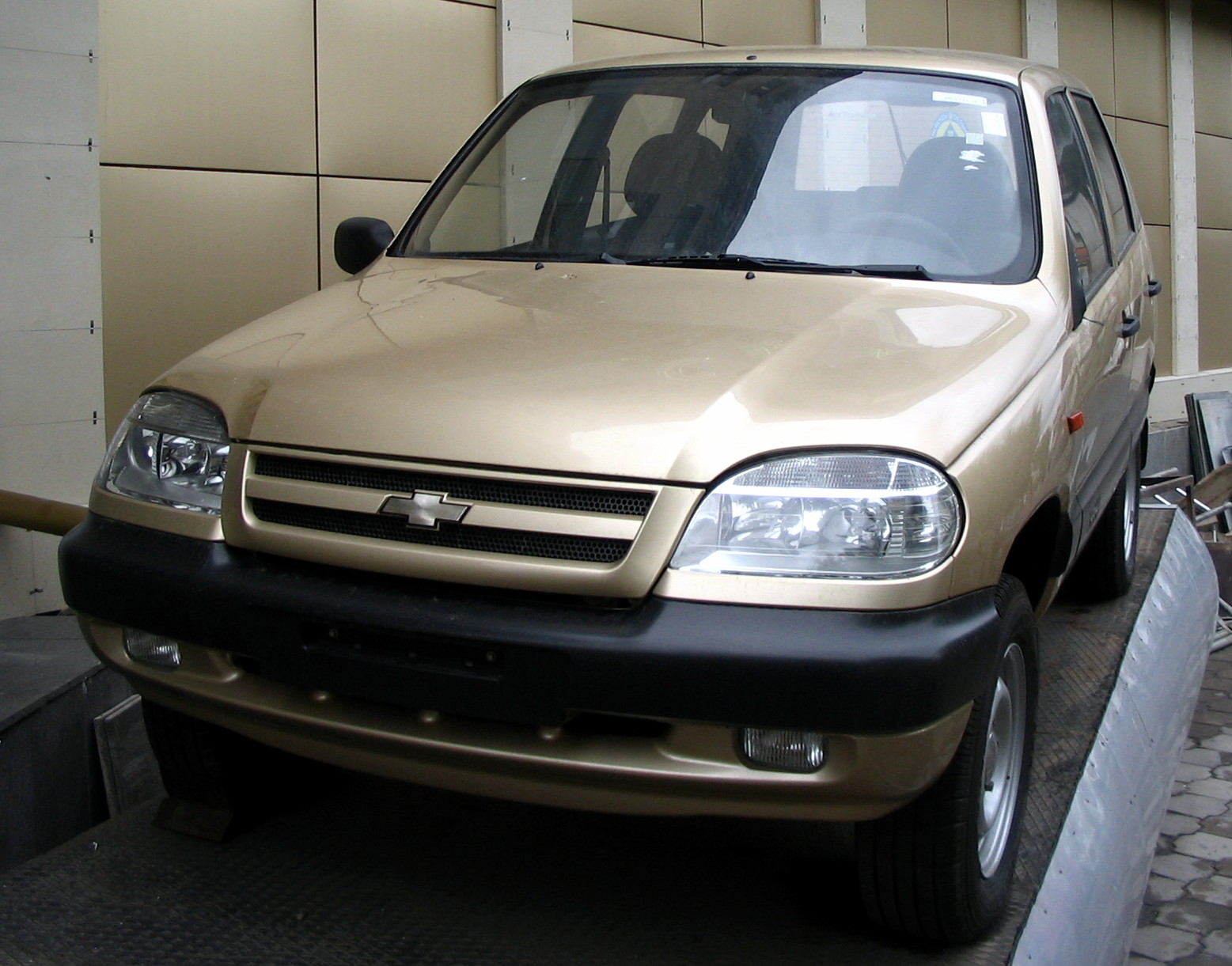
Una Chevrolet Niva

- Dizie Cab Una moderna Chevrolet TrailBlazer
- El Camino
- Fleetline
- Uplander
- K5 Blazer (Blazer e Trailblazer)
- K10 K20 K30 (4WD)
- Impala
- Lumina
- Niva
- Monte Carlo
- Malibu
- M1008 e M1009 (CUCV)
- Panel

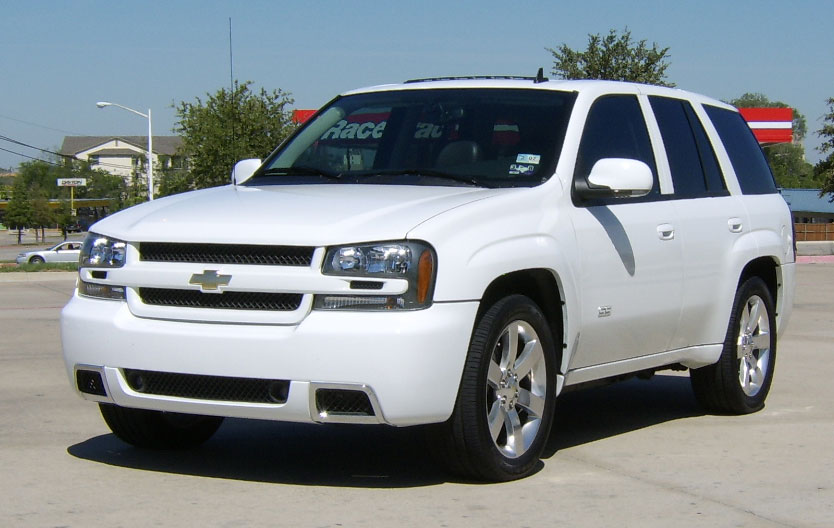
Una moderna Chevrolet TrailBlazer

- S-10 (pick-up derivato dal Blazer)
- Suburban
- SSR
- Silverado
- Trans Sport
- Tru 140S (prototipo)
- Tahoe
- Volt

### Modelli coreani marchiati Chevrolet
Il marchio Chevrolet è stato usato dalla General Motors fino al 2016 anche per identificare i veicoli coreani ex Daewoo commercializzati sul mercato europeo:

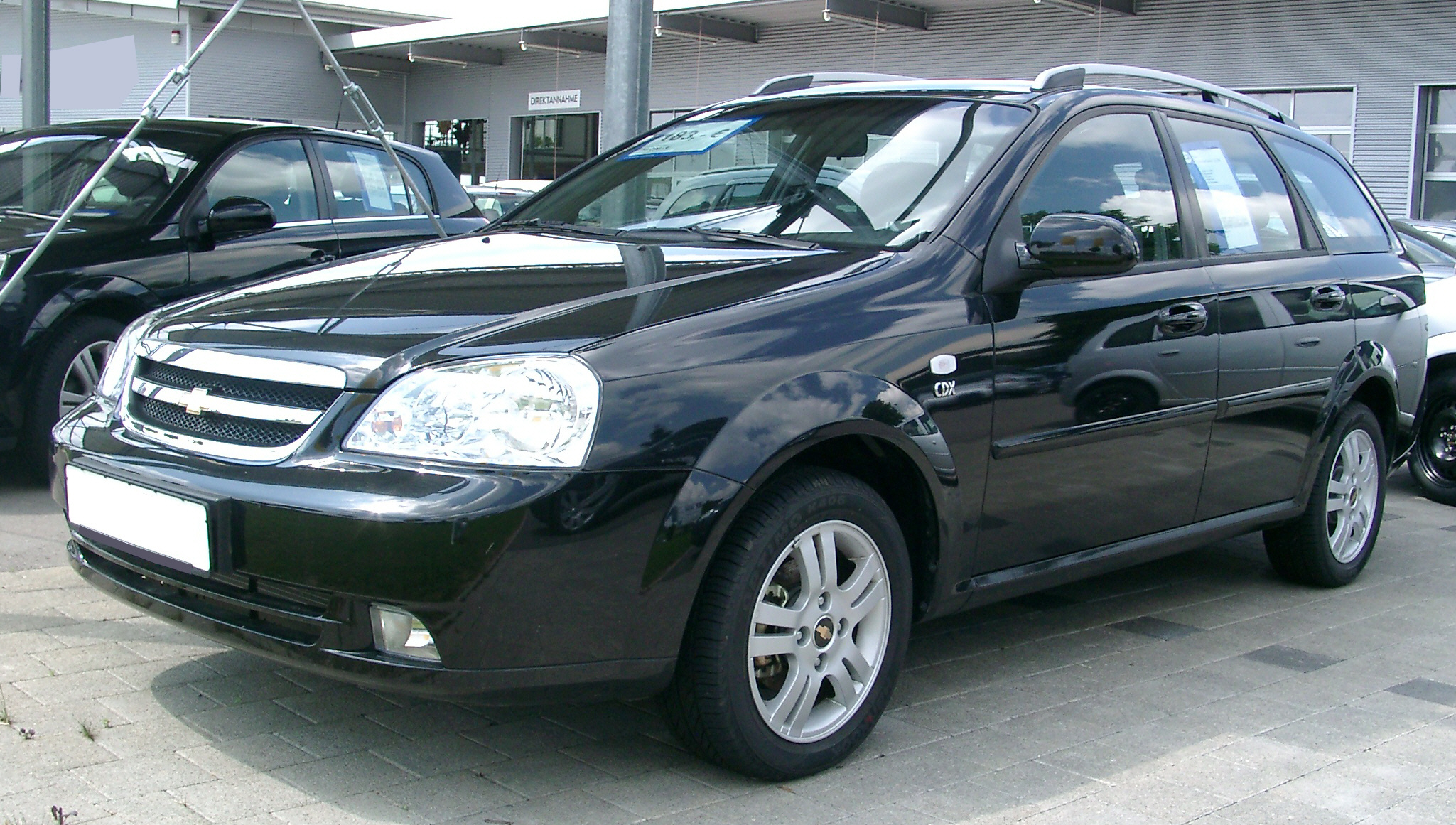
Una Chevrolet Nubira

- Matiz / Spark
- Kalos / Aveo / Sonic
- Nubira
- Lacetti
- Cruze
- Evanda
- Epica
- Tacuma / Rezzo
- Captiva
- Orlando
- Trax